# Геммилл, Арчи
Арчибальд «Арчи» Геммилл (англ. Archibald Gemmill; 24 марта 1947, Пейсли, Шотландия) — шотландский футболист, выступавший на позиции полузащитника. Обладатель Кубка европейских чемпионов, трёхкратный чемпион Англии и капитан сборной Шотландии; английский футбольный тренер. Отец футболиста Скота Геммилла

## Клубная карьера
Геммилл — воспитанник клуба «Драмчапел». В 1964 году перешёл в «Сент-Миррен». На профессиональном уровне дебютировал в 17 лет. Футболиста преследовали многочисленные травмы. Одной из них стало повреждение лодыжки в начале 1966 года. 13 августа 1966 года в матче Кубка шотландской лиги Геммил вышел на замену вместо Джима Клуни, тем самым войдя в историю шотландского футбола как первый вышедший на замену игрок в стране. В 1967 году «Престон Норт Энд» выкупил права на игрока за 13 тысяч фунтов.
Своей игрой Арчи привлёк внимание помощника тренера «Дерби Каунти» Питера Тейлора. Он рассказал о полузащитнике главному тренеру команды Брайану Клафу — и сообщил о том, что Геммилл практически подписал контракт с действующим чемпионом, «Эвертоном». Клаф увидел в нём техничного и выносливого игрока. Чтобы как можно быстрее заключить с Арчибальдом соглашение, тренер приехал к нему домой, и после длительного разговора Гемилл согласился перейти в «Дерби Каунти». Клуб заплатил за игрока свыше 60 тысяч фунтов. В первом сезоне за клуб Геммилл забил 3 гола. Год спустя, его команда стала чемпионом Англии. На международном уровне клуб дошёл до полуфинала Кубка европейских чемпионов 1972/73, уступив «Ювентусу» со счётом 1:3. В 1975 году стал капитаном команды, которая во второй раз выиграла чемпионат Англии.
Осенью 1977 года Арчибальд перешёл в «Ноттингем Форест». Сумма трансфера составила 25 тысяч фунтов. Гемилл стал ключевым игроком команды, но не сыграл в главном матче за клуб — финале Кубка европейских чемпионов 1979, так как тренер не выпустил полузащитника на поле. Сам Геммилл остался недоволен таким решением.
В 1979 году подписал контракт с «Бирмингем Сити». 18 августа 1979 года дебютировал за клуб в матче против «Фулхэма». Матч завершился поражением со счётом 3:4. В начале 1982 года стал игроком команды, выступающей в NASL — «Джэксонвилл Ти Мэн». Уже в сентябре вернулся в Англию, где подписал контракт с «Уиган Атлетик». В конце года новым клубом Арчибальда стал «Дерби Каунти», за который он выступал в качестве играющего тренера. Спустя два года, завершил карьеру.

## Карьера в сборной
Дебют в национальной сборной Шотландии состоялся 3 февраля 1971 года в игре против сборной Бельгии. Матч завершился поражением шотландцев со счётом 0:3. Самым запоминающимся моментом в карьере Геммилла за сборную стал гол в ворота сборной Нидерландов, забитый в групповом этапе чемпионата мира 1978. Учитывая плохие результаты в первых двух играх, для прохода в следующую стадию кубка, Шотландии было необходимо забить три гола. При счёте 2:1 Геммилл забивает третий, невероятный по своей красоте мяч. Вот, как это событие описала шотландская газета The Scotsman: 

На 68 минуте Арчи Геммилл забивает третий гол сборной, один из красивейших за последнее время. Низкорослый полузащитник разыграл великолепную комбинацию с Далгишем, после чего вошёл в штрафную и забил славный гол в ворота Йонгблуда, чем возродил все надежды болельщиков. Внезапно Шотландия замечтала о нечто большем.
Оригинальный текст (англ.)In 68 minutes, however, Scotland went 3–1 up when Archie Gemmill scored one of the great goals of this World Cup so far. The little midfield player homed in on goal, played a magnificent one-two with Dalglish, then sprinted into the box and thumped a glorious goal past Jongbloed to revive all the hopes which had died the death this past fortnight. It was an extraordinary goal and an extraordinary moment. Suddenly Scotland were dreaming of glory again

The lion roars – too late, The Scotsman, 11 июня 1978.
Через три минуты после этого игрок нидерландской сборной Джонни Реп забивает гол и матч заканчивается со счётом 3:2 в пользу шотландцев. Такой результат не позволил Шотландии пройти в следующий раунд. Провёл за сборную 43 матча, в которых отличился 8 мячами. В 22 играх выходил на поле с капитанской повязкой.

## Тренерская карьера
После завершения карьеры игрока сразу же стал тренером: Геммилла в свою команду позвал наставник «Ноттингем Форест» Брайану Клаф. Спустя 10 лет, возглавил «Ротерем Юнайтед», которым руководил в течение двух лет.
В 2005 году стал главным тренером юношеской сборной Шотландии, доведя её до финала юношеского чемпионат Европы 2006 и сыграв с ней на молодёжном чемпионате мира 2007 в Канаде.

## Достижения

### В качестве игрока
«Дерби Каунти»
- Чемпион Англии (2): 1971/72, 1974/75
- Обладатель Суперкубка Англии: 1975

«Ноттингем Форест»
- Чемпион Англии: 1977/78
- Обладатель Кубка лиги: 1978, 1979
- Обладатель Суперкубка Англии: 1978
- Обладатель Кубка европейских чемпионов: 1978/79

### В качестве тренера
«Ротерэм Юнайтед»
- Обладатель Трофея лиги: 1995/96